# Thomas Ander
Thomas Nils Ander, född 1958 i Helsingborg, är en svensk grafiker och målare. 
Ander studerade vid Skånska grafikskolan. Efter studierna har han medverkat i svenska och danska samlingsutställningar. Hans konst består av surrealistiska motiv i en dämpad färgskala. Ander är representerad i Karlshamns kommun.